# Barakat Ghebrehawariat

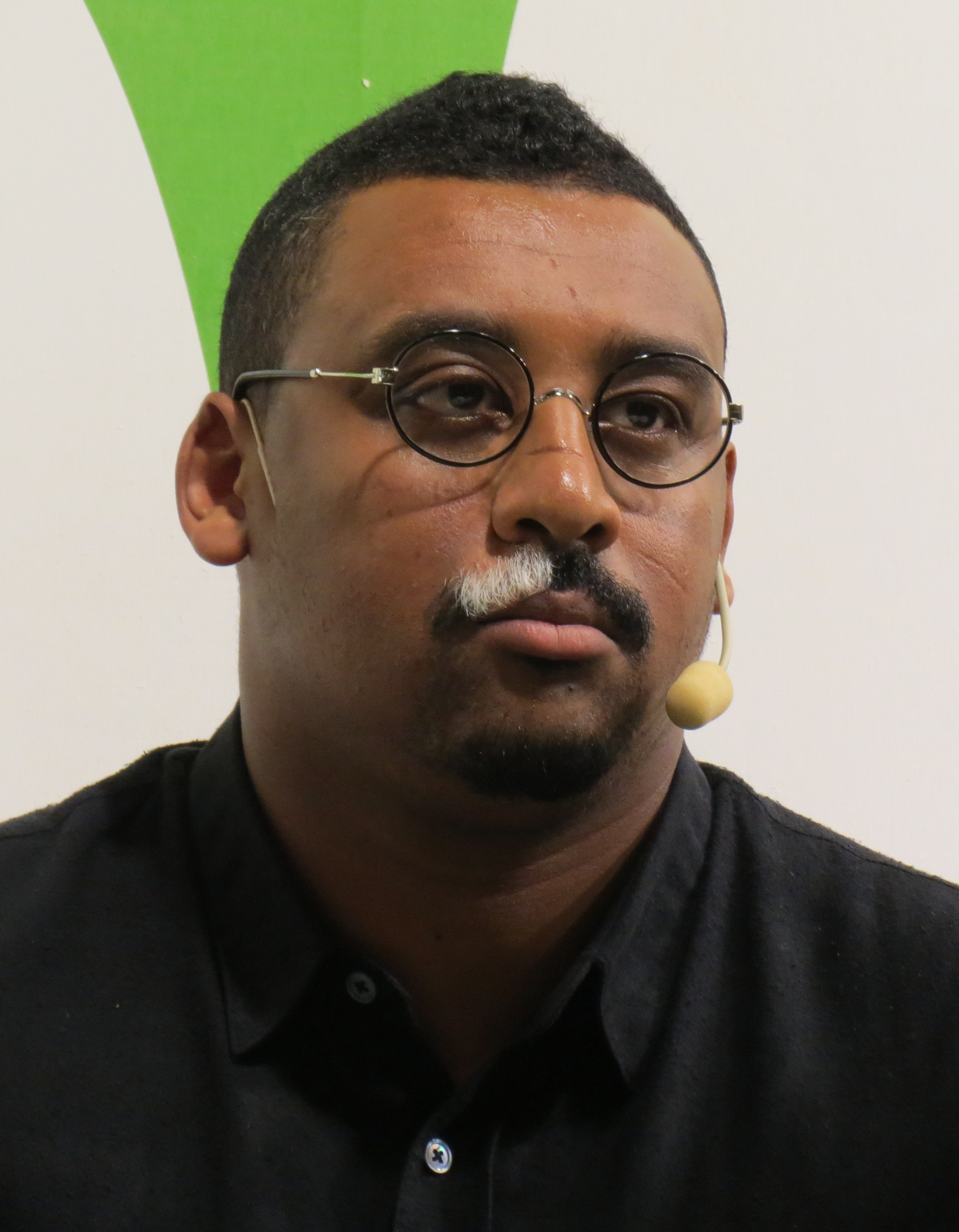
Barakat Ghebrehawariat från Rättviseförmedlingen, på Bokmässan i Göteborg 2014.

Barakat Ghebrehawariat, född 9 oktober 1981 i Etiopien, är en svensk entreprenör och skribent med fokus på mångfald och antirasism.

## Biografi
Ghebrehawariat har under många år arbetat med mångfald och antirasism utifrån ett kommunikationsperspektiv. Han driver sedan 2016 förändringsbyrån Demokrateam och arbetar som föreläsare, processledare och rådgivare, och kommenterar återkommande mångfaldsfrågor i TV4 Nyhetsmorgon.
Han gav 2023 ut boken Får man säga svart?: från teoretisk ångest till terminologisk trygghet. Boken beskriver hur man talar om rasism och diskriminering på bästa sätt.